# Nadzca'an
Nadzca’an (en maya: Naats’ ka’an, “cerca del cielo”) es una zona arqueológica de la cultura maya ubicada dentro de la Reserva de la Biosfera de Balam Kú al sur del estado de Campeche en México. Nadzca’an fue una ciudad maya del periodo clásico edificada sobre una meseta artificial, el sitio arqueológico se divide en 3 grupos arquitectónicos denominados Ah Kin, Chi’ik y Río Bec los cuales están integrados por dos plazas, un juego de pelota y varias edificaciones entre los que destaca una estructura piramidal de gran altura cuya cima ofrece vistas del paisaje selvático de la región. Dentro de sus edificaciones se han encontrado una gran cantidad de altares, estelas y monumentos tallados con inscripciones jeroglíficas.

## Ubicación
Nadzca’an se localiza en medio de la selva del sur del estado de Campeche, cercano a la comunidad de Conhuas en el municipio de Calakmul a unos kilómetros de la carretera Escárcega-Chetumal. Otros sitios aledaños son Balamkú y Becán.

## Historia
El desarrollo y ocupación de Nadzca’an inició a finales del periodo preclásico y se extendió hasta el clásico tardío, aproximadamente entre los años 200 d.c. al 1000 d.c., durante su largo desarrollo se presentó un cambio arquitectónico entre el estilo petén al estilo del Rio Bec.
La zona fue descubierta en 1993 cerca de la Carretera Federal 186 que conecta las ciudades de Escárcega en Campeche con Chetumal en Quintana Roo.